# Football Club Torinese
Não confundir com o Torino Football Club.
O Foot-Ball Club Torinese foi um clube de futebol na Itália de Turim, fundado em 1894. O clube competiu em 1898 no primeiro Campeonato Italiano de Futebol, e disputou a competição até o clube fechar as portas em 1906.

## Campeonato Italiano de Futebol
O clube foi o quarto clube mais antigo da história do futebol de Turim, fundado em 1894. O clube usava cores semelhantes à seu rival local, o Internazionale Torino, com camisas listradas em âmbar e preto, e meias pretas, a Internazionale usava calções brancos, enquanto o Torinese usava preto.
Foi um dos quatro clubes participantes do primeiro Campeonato Italiano de Futebol em 1898. O Torinese foi eliminado por 2–1 pela Internazionale nas semifinais. Eles tiveram resultados semelhantes na segunda temporada em 1899, perdendo no início da competição para o Ginnastica Torino (outro outro clube de Turim).
Em 1900, houve a fusão do Internazionale Torino com o Torinese; da fusão foi mantido o nome do Torinese. O que acabou sendo uma jogada bem certeira, visto que nessa temporda, o clube chegou à final do Campeonato Italiano pela primeira vez; no caminha até a final, eliminaram o Juventus e o Milan, o último com um hat-trick de Edoardo Bosio. A grande final foi contra o Genoa, depois de um 1–1 no tempo normal, os genoveses acabaram levando o título depois de marcas mais dois gols na prorrogação.
Após ficar ausente da temporada de 1901, o clube retornou à crescente liga em 1902, envolveram-se em duas partidas de placar esticado, a primeira delas foi uma vitória por 4–1 sobre o Juventus, a segunda foi uma derrota por 4–3 nas semifinais ante o eventual campeão Genoa. Suas duas últimas temporadas no campeonato foram consideravelmente bem menos sucedidas, nas duas ocasiões foram eliminados pela Juventus.

### Extinção do clube
Em 1906, alguns membros da diretoria da Juventus (clube de Turim) começaram a cogitar a saída dos bianconeri de Turim. O que acabou causando uma grande discussão dentro do clube. O presidente Alfredo Dick partiu com vários jogadores essenciais para formar o Football Club Torino. Muitos jogadores do Torinese acabaram sendo atraídos para assinarem contrato com o novo FBC Torino e com a escassez de jogadores de ponta, o Torinese acabou sendo extinto.

## Feitos
Campeonato Italiano de Futebol
- Vice-campeão: 1900

## Cronologia
- 1894: Fundação do Football Club Torinese.
- 1898: Semifinalista do Campeonato Italiano.
- 1899: Eliminado na primeira rodada do Campeonato Italiano.
- 1900: O clube foi absorvido pela Internazionale Torino.
- 1900: Vice-campeão do Campeonato Italiano.
- 1901: Não participou do campeonato.
- 1902: Semifinalista do Campeonato Italiano.
- 1903: Eliminado na primeira rodada dos playoffs regionais do Campeonato Italiano.
- 1904: Eliminado na fase eliminatória do Piemonte da Prima Categoria.
- 1905: Eliminado na rodada preliminar piemontesa da Prima Categoria.
- 1906: O clube foi extinto, depois que alguns dissidentes da Juventus deram origem ao Football Club Torino.